# 비래동 고인돌군
비래동 고인돌(飛來洞 支石墓)은 대전광역시 대덕구 비래동에 있는 선사시대의 고인돌이다. 1997년 11월 7일 대전광역시의 기념물 제33호로 지정되었다.

## 개요
지석묘는 청동기시대의 대표적인 무덤으로 고인돌이라고도 부르며, 주로 경제력이 있거나 정치권력을 가진 지배층의 무덤으로 알려져 있다.
우리나라의 고인돌은 4개의 받침돌을 세워 돌방을 만들고 그 위에 거대하고 평평한 덮개돌을 올려 놓은 탁자식과, 땅속에 돌방을 만들고 작은 받침돌을 세운 뒤 그 위에 덮개돌을 올린 바둑판식으로 구분된다.
비래동 비래골 마을회관 앞 논에 고인돌 2기가 있고, 맞은편 구릉 정상부에 1기의 고인돌이 있다. 1호 고인돌은 덮개돌의 절반이 마치 입석처럼 세워져 있는데, 1963년 새마을 운동 당시 동네 주민들이 덮개돌을 쪼개 표면에 새마을기를 그려 넣었다고 한다. 2호 고인돌은 1호 고인돌에서 동쪽으로 약 5m 떨어진 곳에 있으며, 덮개돌의 규모는 길이 2.9m, 너비 2.6m이고 표면에는 알구멍(성혈, 性穴 - 풍년을 기원하거나 자식낳기를 기원하는 의미에서 만든 구멍) 16개가 불규칙적으로 표현되었다.

## 비지정 유적
3호 고인돌은 비래동 산 12-6 일대의 산지 정상부에 위치하고 있다. 발굴조사 결과 도굴 피해로 상석이 매장 주체부로 부터 얼마간 이동되어 있었으며 석곽의 구조도 교란된 상태였다. 1·2호 고인돌과는 달리 구 지표를 파낸 뒤 할석으로 석곽을 축조하였는데 매장 주체부의 크기는 180×40㎝되며 바닥에는 얇은 판석을 깔았다. 도굴로 대부분의 유물은 이미 없어졌고, 출토 유물은 무문토기편 및 관옥 1점만이 수습되었다.
1·2호 고인돌과 100m정도 떨어진 곳에는 유구가 발견되지 않은 1기의 고인돌 상석이 노출되어 있으며, 비래동 393번지와 주변에 성혈의 흔적이 있는 고인돌 상석 2기가 존재한다.
출토된 비파형동검은 국립공주박물관에 소장되어 있다.

## 참고 자료
- 비래동고인돌 - 국가유산청 국가유산포털